# Am I Going Insane (Radio)
«Am I Going Insane (Radio)» (с англ. — «схожу ли я с ума») — песня английской группы Black Sabbath c их шестого студийного альбома Sabotage, выпущенного в 1975 году. Песня была выпущена как сингл 28 июля 1975 года.

## Название
Существует мнение, что «(Radio)» было добавлено для обозначения того, что песня предназначена для радио. В то же время Билл Уорд говорил, что «radio» — сленговое слово для обозначения сумасшедших, принятое в районе Ист-Энд.

## Содержание
Основной темой лирики в «Am I Going Insane (Radio)» является психическое расстройство («Если мой голос не очень хорош, думаю, что я — шизофреник»). Завершается песня зловещими криками и безумным смехом.

## Критика и отзывы
Критики издания AllMusic утверждали, что песня была не характерной для Black Sabbath, и что эта была не удачная попытка изменить образ группы. Несмотря на недовольство песней Осборна и отрицательных отзывов, песня стала достаточно популярной и была включена в первый официальный сборник группы We Sold Our Soul for Rock ’n’ Roll.

## Участники записи
- Оззи Осборн — вокал
- Тони Айомми — гитара
- Гизер Батлер — бас-гитара
- Билл Уорд — ударные